# 1795 az irodalomban
Az 1795. év az irodalomban.

## Események

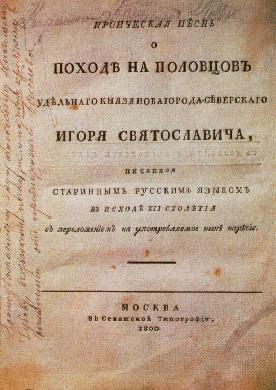
Igor-ének (az 1800-as kiadás)

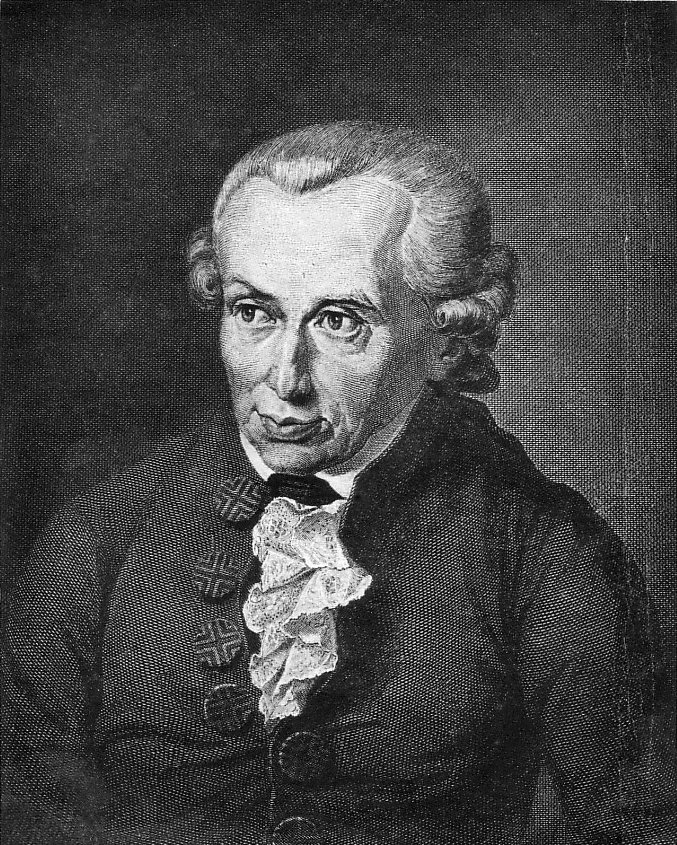
Immanuel Kant

- május 20. – A Martinovics-per hét fő vádlottját a budai Vérmezőn kivégzik.
- Oroszországban felfedezik az egyik legrégibb orosz irodalmi nyelvemlék, mai címén az Igor-ének (Слово о полку Игореве) kéziratát. A művet először 1800-ban adták ki.

## Megjelent új művek
- Johann Wolfgang von Goethe regénye: Wilhelm Meister tanulóévei (Wilhelm Meisters Lehrjahre). Megjelent két részben, 1795-1796-ban. Erre a műre használták először a fejlődésregény (németül: Bildungsroman) elnevezést.
- Jean Paul német író Hesperus oder 45 Hundposttage című regénye.
- Friedrich Schiller tanulmánya: Über naive und sentimentalische Dichtung (A naiv és a szentimentális költészetről).
- Immanuel Kant: Zum ewigen Frieden. Ein philosophischer Entwurf (Az örök békéről. Filozófiai vázlat).
- Megjelenik (posztumusz) Nicolas de Condorcet francia matematikus és filozófus 1793-ban írt eszmetörténeti tanulmánya: Esquisse d’un tableau historique des progrès de l’esprit humain (Az emberi szellem haladásának történeti vázlata).

## Születések

John Keats

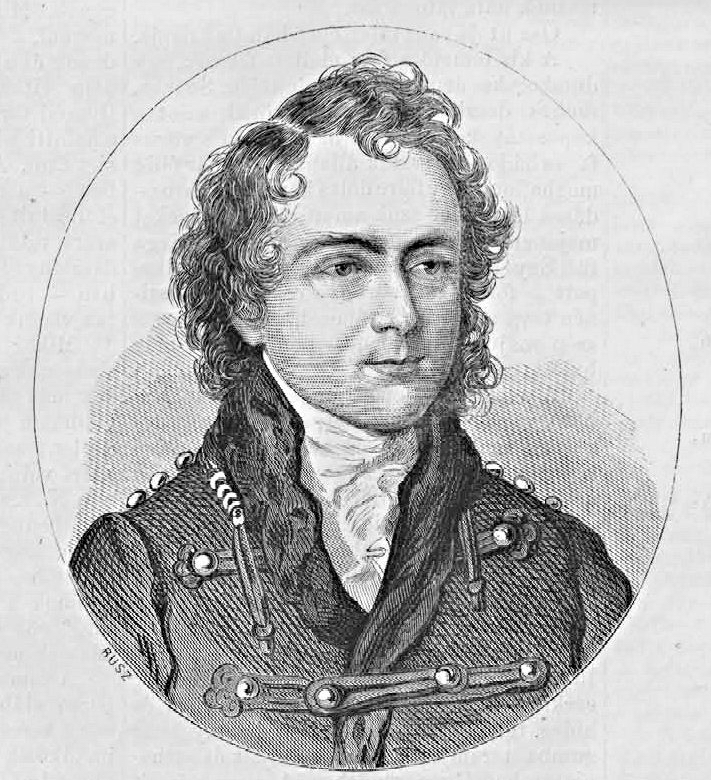
Kármán József

- január 15. – Alekszandr Gribojedov orosz diplomata, drámaíró († 1829)
- október 31. – John Keats angol romantikus költő († 1821)
- december 4. – Thomas Carlyle skót történetíró, filozófus, szatíra- és esszéíró († 1881)
- december 28. – Fábián Gábor író, költő, műfordító († 1877)

## Halálozások
- április 30. – Jean-Jacques Barthélemy francia régiségbúvár, író (* 1716)
- május 19. – James Boswell skót író; fő műve (megjelent 1791-ben) Samuel Johnson életrajza (* 1740)
- június 3. – Kármán József magyar író, ügyvéd (* 1769)
- július 14. – Anton Tomaž Linhart szlovén drámaíró, költő, történész, a szlovén megújulás központi alakja (* 1756)
- október 10. – Szentjóbi Szabó László magyar költő (* 1767)